# جونگ سون-یونگ
جونگ سون-یونگ (انگلیسی: Jung Sun-yong؛ زادهٔ ۱۱ مارس ۱۹۷۱) جودوکار اهل کره جنوبی بود.
از افتخارات وی میتوان به کسب مدال نقره جودو وزن ۵۶- کیلوگرم در بازی‌های المپیک تابستانی ۱۹۹۶ اشاره‌کرد.